# 新北市區公車824路線
新北市區824路線，由臺北客運營運，起點為浮洲合宜住宅站，終點為新北板橋公車站；行經捷運府中站、縣民大道。
官方路線圖的起點雖然標示為浮洲合宜住宅,其路線其實從歡仔園站發車後有行經僑中一街.台藝大.大觀路後才行經浮洲合宜住宅

## 簡介
- 2018年3月26日新線上路[2]
- 2018年11月26日起歡仔園調度站16:00班次延後至16:10發車[3]
- 2020年7月1日起調整班次，由每日18班增為平常日30班、例假日28班，平常日22班及例假日全數班次縮短行車動線為「合宜路－新北板橋公車站」，另平常日06:00、06:30、14:00、15:30班次由歡仔園調度站發車，返程行駛至合宜路，平常日10:20、12:00、21:00、22:00班次由合宜路發車，返程行駛至歡仔園調度站[4]
- 2020年7月20日起原返程終點站為合宜路班次延駛至合宜路(一)[5]
- 2022年2月14日起所有班次均改由歡仔園調度站發車；另調整班次，平常日由30班減為18班、例假日由28班減為14班[6]

## 經過捷運站、車站
- BL06府中站
- BL07/Y16板橋站
- 台鐵板橋站
- 高鐵板橋站

## 外部連結
- 臺北客運 （页面存档备份，存于）
- 台北市公共運輸處 （页面存档备份，存于）
- 大臺北公車動態系統 （页面存档备份，存于）
- 暢行台北公車客運資訊站的Facebook專頁